# Carl Koldewey
Carl Koldewey (26. oktober 1837 – 17. maj 1908) var en tysk polarforsker. Han er født i Bücken ved Hannover og døde i Hamburg.
Koldewey ledede i 1868 den første tyske nordpolsekspeditionen til Svalbard. I 1869-70 ledede han en ekspedition til Østgrønland og nåede 77. breddegrad.
Koldewey blev først assistent og senere amiralitetsråd og afdelingsleder for det nautiske observatorium ("Seewarte") i Hamburg.
Den tyske forskningsstationen i Ny-Ålesund, Svalbard er opkaldt efter Koldewey.